# Penthema darlisa
Penthema darlisa är en fjärilsart som beskrevs av Moore 1878. Penthema darlisa ingår i släktet Penthema och familjen praktfjärilar. Inga underarter finns listade i Catalogue of Life.